# Meczet Ferhada paszy
Meczet Ferhada paszy (węg.: Ferhád pasa dzsámija) – zrujnowany meczet w Peczu, wzniesiony w XVI wieku. Pozostałości po budynku znajdują się w centrum miasta, na działce przy ulicy Kazinczyego 4, gdzie dokonano prac rozbiórkowych. W trakcie wykopalisk archeologicznych odkryto łaźnię, budynek mieszkalny i resztki klasztoru derwiszów oraz muzułmańskiego cmentarza otaczającego niegdyś meczet. Obecnie widoczny jest tylko wielki dół, a działka nie jest dostępna dla zwiedzających.

## Historia
Obszar religijnej fundacji w Peczu powstał przypuszczalnie w latach 1570–1580, z inicjatywy budzińskiego paszy Ferhada, który zginął w 1590 roku, uduszony przez zbuntowanych żołnierzy. Na dzisiejszej ulicy Király, oprócz meczetu, znajdował się dom mieszkalny dla obsługi, klasztor derwiszów i łaźnia, na której miejscu wybudowano później dom handlowy, który w pewnym okresie używany był jako wytwórnia saletry. Minaret meczetu Ferhada paszy przetrwał do XVIII wieku”. W 1724 roku położono tu kamień węgielny pod kościół i klasztor dominikanów, które ukończono dopiero w roku 1771.
Dzielnicę położoną wokół meczetu nazywano mahalle Ferhada paszy. Według Evliya Çelebiego meczet był piękny, ale rzadko odwiedzany, z wysokim minaretem pokrytym ołowianym dachem.
Na działce należącej do meczetu wybudowano dom wielorodzinny. Na 2010 rok, kiedy Pecz wraz ze Stambułem pełniły funkcję Europejskiej Stolicy Kultury, planowano również odbudowę domu modlitwy, jednakże nie doszła ona do skutku. Po wyburzeniu budynku restauracji, uwidocznione zostały fundamenty budynków powiązanych z meczetem oraz jego ostatnia stojąca ściana. Zachowany fragment muru był od czasów tureckich wielokrotnie naruszany i tylko z trudem można na nim rozpoznać charakterystyczne okna z łukami, układającymi się w tzw. ośli grzbiet.
Według najnowszych informacji miasto planuje utworzyć tutaj tureckie centrum kulturalne i turystyczne. Eksponowane mają być zrekonstruowane resztki murów. Powstać ma turecka łaźnia, hotel i sklep z tureckimi produktami spożywczymi i wyrobami rzemieślniczymi.
Obecnie, ze względu na to że działka jest własnością prywatną, a miasto nie ma środków finansowych na jej zakup, postępuje proces degradacji zachowanych fragmentów meczetu.